# Pelleport (metrostation)
Pelleport is een station van de metro in Parijs langs metrolijn 3bis in het 20e arrondissement.
De naam verwijst naar burggraaf Pierre de Pelleport (1773-1855), een Frans divisiegeneraal, die in 1807 gewond raakte in de Slag bij Eylau en die later diende in de legers van de Restauration.

## Geschiedenis
Het station werd geopend op 27 november 1921 bij de verlenging van de toenmalige metrolijn 3 van station Gambetta naar station Porte des Lilas. Toen op 27 maart 1971 metrolijn 3 vanuit station Gambetta werd verlengd naar station Gallieni, werd het traject van Gambetta tot Porte des Lilas de metrolijn 3bis.

## Aansluitingen
- Bus RATP: 60 - 61

Gambetta ·
Pelleport ·
Saint-Fargeau ·
Porte des Lilas